# Nomada crawfordi
Nomada crawfordi är en biart som beskrevs av Cockerell 1905. Nomada crawfordi ingår i släktet gökbin, och familjen långtungebin.

## Underarter
Arten delas in i följande underarter:
- N. c. crawfordi
- N. c. lachrymosa